# Município de Pike (condado de Knox, Ohio)
O município de Pike (em inglês: Pike Township) é um município localizado no condado de Knox no estado estadounidense de Ohio. No ano de 2010 tinha uma população de 1.532 habitantes e uma densidade populacional de 19,42 pessoas por km².

## Geografia
O município de Pike encontra-se localizado nas coordenadas 40° 29′ 58″ N, 82° 24′ 36″ O. Segundo o Departamento do Censo dos Estados Unidos, o município tem uma superfície total de 78.9 km², da qual 78,68 km² correspondem a terra firme e (0,29 %) 0,23 km² é água.

## Demografia
Segundo o censo de 2010, tinha 1.532 habitantes residindo no município de Pike. A densidade populacional era de 19,42 hab./km². Dos 1.532 habitantes, o município de Pike estava composto pelo 98,5 % brancos, o 0,2 % eram afroamericanos, o 0,39 % eram amerindios, o 0,13 % eram asiáticos, o 0,39 % eram de outras raças e o 0,39 % eram de uma mistura de raças. Do total da população o 0,65 % eram hispanos ou latinos de qualquer raça.